# Борис Лајнер
Борис Лајнер (хрв. Boris Leiner; Чаковец, 28. јануар 1957) је хрватски рок бубњар. Поред музике бави се и вајарством.

## Биографија
Бубањ свира од своје петнаесте године. По доласку у Загреб на студије, упознао се са Бранимиром Штулићем који је 1978. створио Азру. Лајнер се прикључио Азри 1979. године, након чега је уследило златно раздобље бенда. У то време је свирао и у Хаустору. 1983. године је основао реге бенд Натурална мистика. Исте 1983. године је с Џонијем кренуо пут Холандије. Тамо је уписао студије вајарства и на академији је направио Штулићев портрет. Касније је у свом загребачком атељеу направио Џонијеву бисту. Након изласка албума „Криво срастање“, који је доживио лоше критике, кренули су на турнеју по СФРЈ и покушали неуспели излазак у Европу. После концерта у загребачком Дому спортова 1987. на којем је снимљена „Задовољштина“ Борис Лајнер е напустио Азру. Од 1987. године заједно са Максом Јуричићем и Срђаном Сахером свирао је у хрватској групи Вјештице.
1990. је отишао соло с бубњевима у Праг, а након тога у Копенхаген и Берлин. Свирао је у неколико белгијских и данских група. У Европи је снимио два албума с саставима "Freedom Lovers" и "Love Sister Hope". 1992. Лајнер је у Берлину организовао манифестацију "Rock Against The War" (Рок против рата), с поднасловом „Тко то тамо пева?", на коју су биле позване најбоље рок групе из свих република бивше Југославије. Одржана су два концерта у Прагу и један у Берлину. На концертима су наступили ЕКВ, Вјештице, Електрични оргазам, Партибрејкерси и Римтутитуки, док су ЛЕТ 3 и Забрањено пушење свој наступ отказали. Концерти су прошли веома посећено. Преносио их је МТВ, а у Загребу ОТВ.
Од средине 1990-их је био активан у многим хрватским бендовима. Са Дарком Рундеком је снимио два албума. 2000. године је објавио свој албум „Биоритам“ и постао члан „Дива-Додола Фолк Оркестра“.
20. октобра 2001. је свирао у београдском КСТ-у на концерту под називом Поздрав Азри. 3. новембра 2002. у загребачкој Творници је одржан концерт "Tribute to Azra" под незваничним називом „Џони, врати се“ на којем је Лајнер изложио бисту Џонија Штулића. Џони је то прокоментарисао: „Леинер је тај који је поставио ону бисту на позорницу, јер би он и хтио да будем мртав." А Лајнер је на то одговорио: „Ми правимо култ његове личности, а не желимо га покопати“.

## Дискографија
- Азра (ЛП),	Југотон, 1980.
- Хаустор (ЛП, Албум), Моја Прва Љубав, Југотон, 1981.
- Е, Па Што / Слобода (7", Сингле), Југотон, 1982.
- It Ain't Like In The Movies At All (2xЛП + 7"), Marginal Face Production, 1986.
- Између крајности (ЛП, Албум), Југотон, 1987.
- Филигрански плочници (2xЦД, Албум), Не продајем насмијешеног пса, Југотон, 1990.
- Биоритам, 2000.
- Умри'ћу од бонаце (ЦД, Албум), Aquarius Records, 2001.
- Гего & Пицигин Банд (ЦД, Албум), Aquarius Records, Спона, 2005.
- Оточе, Волим Те - Best Of (ЦД + ДВД-В), Aquarius Records, 2006.
- 15 Сланих - The Best Of Оточки Вал 1999 - 2007 (ЦД),	Aquarius Records, Спона, 2007.